# Sadov
Sadov település Csehországban, a Karlovy Vary-i járásban. Sadov Hájek, Otovice, Hroznětín, Kyselka, Ostrov, Karlovy Vary, Děpoltovice, Dalovice és Šemnice településekkel határos. Lakosainak száma 1291 fő (2024. január 1.).

## Népesség
A település lakosságának változását az alábbi diagram mutatja:
| Lakosok száma | 819  | 1382 | 1977 | 1357 | 944  | 1010 | 1266 | 1269 | 1265 | 1291 |
|               | 1869 | 1890 | 1921 | 1950 | 1980 | 2001 | 2017 | 2019 | 2022 | 2024 |